# コワフュール・ア・ラ・フォンタンジュ

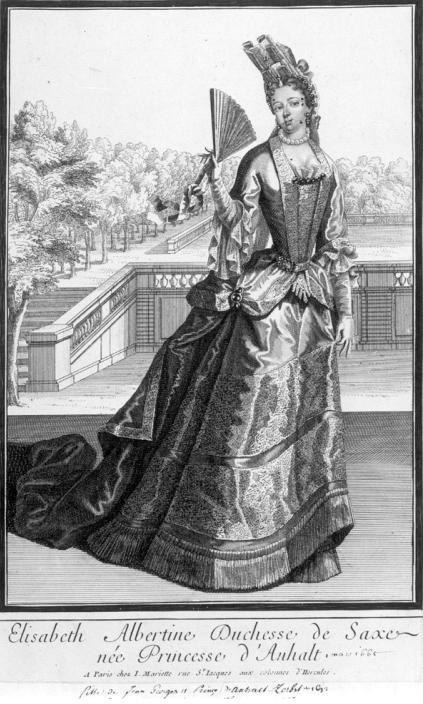
ワイヤー入りフォンタンジュを身に付けた17世紀の貴婦人

コワフュール・ア・ラ・フォンタンジュ（フランス語: Coiffure à la Fontanges、フォンタンジュ風髪飾り）とは、17世紀後半から18世紀初頭にフランス上流階級を中心に流行した女性の髪飾りおよび髪型のこと。
リボンで髪を頭上高く結い上げ、レースなどに針金を入れて作った髪飾りを立てるもの。
現在の美容用語の「フォンタンジュ」はコワフュール・ア・ラ・フォンタンジュから髪飾りを取り去ったものを基礎にしている。

## 起源
1680年に、先年にルイ14世の寵姫になったばかりのマリー・アンジェリク・ド・フォンタンジュが王の狩猟に同行した際、風で帽子が飛ばされ、とっさに靴下留めのリボンで乱れた髪を結いあげたことに由来する。
フォンタンジュ嬢の機転と新しい髪形を王が喜んだことから、フランスのみならず全ヨーロッパの宮廷の貴婦人に爆発的に流行した。
最初はリボンで髪を結いあげただけの無造作なアップスタイルであったが、後に高さを競い合うようになり、髪の中に詰め物をしてまで高く高く結い上げるようになった。流行の端緒となったルイ14世は無秩序に貴婦人が髪を高く盛り上げることに不快感を示していた。セヴィニエ夫人は1691年に娘に宛てた書簡の中で、王がコワフュール・ア・ラ・フォンタンジュを禁じたので宮廷が大騒ぎになっていると書いている。
フランスの思想家モンテスキューは1721年の「ペルシャ書簡」で、貴婦人のフォンタンジュがあまりに高いので顔が姿全体の中央にある時代もあったと書いている。このような流行はフランスにとどまらなかったようで、イギリスの女性旅行家メアリ・ワートリ・モンタギューは18世紀初めのウィーンの婦人のフォンタンジュの異様さについて驚嘆している。モンタギュー嬢によれば、ウィーンの婦人は頭上に1エレの高さの土台を作り、入れ毛をして髪を結いあげリボンで固定し、何エレもの厚手のリボンを3 - 4層に折り畳んで1エレの高さにした髪飾りを付けてダイヤモンドや真珠の付いたヘアピンを挿していた。（1エレ＝約65センチ）モンタギュー嬢がフォンタンジュを奇妙に思ったことから、イギリスではフランスやオーストリアほどの流行はしなかったようだが、フォンタンジュをつけたメアリー2世の肖像画も残っていることから全く行われていなかったということはないようである。
1681年にフォンタンジュ嬢が死去してからも30年近く続いたフォンタンジュ熱は、1714年にシュールズベリー公爵夫人がルイ14世に低い髪飾りを褒められたこと、また、公爵夫人自身が高い髪飾りが物笑いの種になっているとほのめかしたことをきっかけに終息することになる。